# Zoarces andriashevi
Zoarces andriashevi är en fiskart som beskrevs av Parin, Grigoryev och Emma S. Karmovskaya 2005. Zoarces andriashevi ingår i släktet Zoarces och familjen tånglakefiskar. Inga underarter finns listade i Catalogue of Life.